# Immerholm
Immerholm med Allmanbacks ören är en ö i Åland (Finland). Den ligger i Skärgårdshavet och i kommunen Kumlinge i landskapet Åland, i den sydvästra delen av landet. Ön ligger omkring 60 kilometer nordöst om Mariehamn och omkring 220 kilometer väster om Helsingfors.
Öns area är 56,5 hektar och dess största längd är 1,8 kilometer i nord-sydlig riktning. Ön höjer sig omkring 10 meter över havsytan.